# Виноград 'Башкирский Ранний'
Башкирский Ранний — сорт винограда, выведенный селекционером Стреляевой Л. Н. в Башкирском НИИ сельского хозяйства.

## Характеристика сорта
Цветок сорта 'Башкирский Ранний' функционально женский. Цветёт очень рано. Кусты сорта высаживают совместно с другими раноцветущими сортами, такими как Альфа, Зилга. Проводят дополнительное искусственное опыление.
Гроздь мелкая, рыхлая. Средняя масса грозди 27,7 г.
Ягода мелкая, округлая, тёмно-фиолетовая, массой около 0,8 г., с плотной кожицей. Мякоть сочная, кисло-сладкого вкуса. Средняя урожайность 140 ц/га, максимальная 190 ц/га.
Сахаристость 14,3 %, кислотность 1,0 г/л. Формировка многорукавная, до 6-ти плодовых звеньев. Схема посадки 1,5×2,5 м.
Сорт обладает повышенной устойчивостью к болезням и вредителям (устойчив к мильдью, неустойчив к оидиуму). 
Зимостойкий сорт; хорошо переносит низкие температуры. Рекомендуется для Уральского (9) региона.